# گوزن‌موش جاوه‌ای
گوزن‌موش جاوه‌ای (نام علمی: Tragulus javanicus) نام یک گونه از جفت‌سم‌سانان از سرده گوزن‌موش‌ها است.این جانور در هنگام بلوغ در نهایت به اندازه یک خرگوش می‌رسد و این امر آن را به کوچک‌ترین سم‌داران تبدیل کرده‌ است.این جانور در جنگل‌های جاوه یافت می‌شود و ممکن است در بالی نیز موجود باشد اگرچه ثبت تأیید شده‌ای وجود ندارد.